# Maison Torelli
 (juillet 2024).
Si vous disposez d'ouvrages ou d'articles de référence ou si vous connaissez des sites web de qualité traitant du thème abordé ici, merci de compléter l'article en donnant les références utiles à sa vérifiabilité et en les liant à la section « Notes et références ».

Blason de la famille Torelli.

La maison Torelli est une famille aristocratique et princière d'Italie septentrionale. Ils gouvernèrent la seigneurie de Guastalla et de Montechiarugolo.

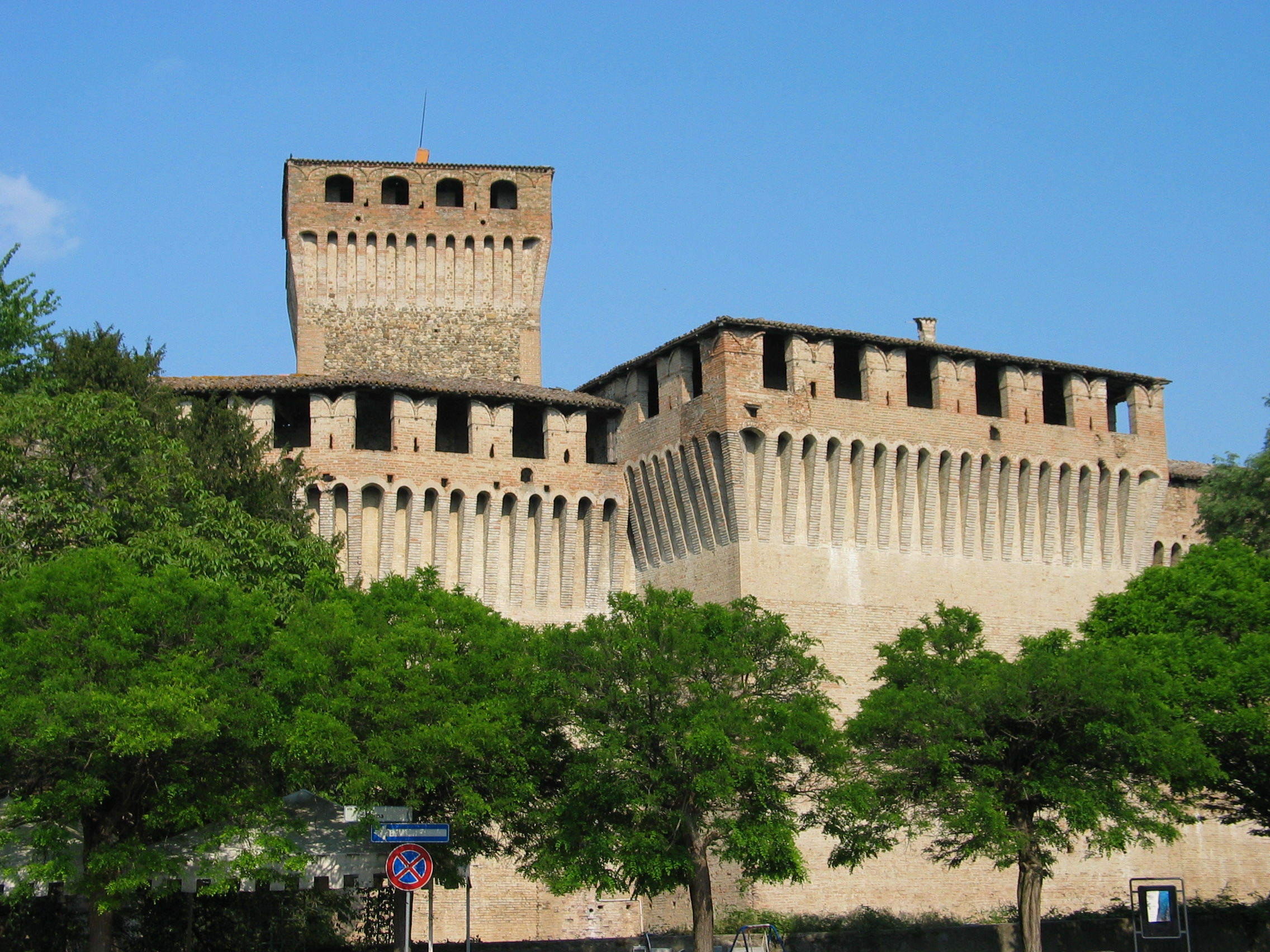
Montechiarugolo, le château des Torelli.

## Histoire
Les premiers Torelli connus sont des citoyens de Ferrare au XIIe siècle et des vassaux et des feudataires de l'archevêque de Ravenne dont Salinguerra Ier qui, entre 1206 et 1240, conteste la seigneurie de Ferrare aux Este et l'occupe en alternance avant de partir en exil. Ses petits-fils sont le bienheureux Torello, ermite vallombrosains, et Salinguerra II qui en 1309 est encore brièvement seigneur de Ferrare.
Guido (1380?-1449) est le personnage le plus illustre de la maison : capitaine des Gonzague, des Este et à partir de 1415 du duc de Milan, Philippe Marie Visconti, il obtient en 1406 (confirmé en 1428) les comtés de Guastalla et de Montechiarugolo qui étaient des États souverains et en plus le fief de Casei et le vicariat de Settimo dans le territoire de Pavie.
En 1456, les fils de Guido, Cristoforo et Pietro Guido, se divisent les territoires : le premier obtient Montechiarugolo et Casei, le second Guastalla et Settimo.
Dans la lignée de Cristoforo, en 1612 le comte Pio est condamné à mort pour avoir conspiré contre Ranuce Ier Farnese, duc de Parme. Le comté de Montechiarugolo est confisqué par le duc. Son neveu, Giuseppe Salinguerra, en épousant Sofia Sreniawa dame de Poniatow, donne naissance aux princes Poniatowski auquel appartient le roi Stanislas II de Pologne, cette affiliation est cependant contestée. D'un fils cadet de Cristoforo, Guido, descend la lignée des marquis de Casei qui s'éteint en 1825.
La descendance aînée de Pietro Guido s'éteint en 1569 avec Ludovica qui vend le comté de Guastalla en 1539 aux Gonzague. La branche cadette des comtes de Settimo s'éteint en 1688.

### Torelli de Ferrare
- Frédéric Torello ou Frédéric de Saxe, dit « Taurello », ou le petit taureau, fils de Ludolphe de Saxe, surnommé «il Tauro » fils de Arnold Von Sachsen (de saxe) lui même fils d'Henri II de Saxe dit  le querelleur et descendant direct de Louis 1er le pieux par sa fille Gisèle et de Hingilda Traversari de Ravenne.

Frédéric exerça le premier une grande autorité dans Ferrare et régna de 1067 à 1117.
- Salinguerra Ie : guerrier ainsi nommé par contraction de « saliens-in-guerra », à cause de sa valeur, fut seigneur de Ferrare, en 1118. De son vrai nom Guy, deuxième fils de Frédéric Torello et de Mathilde d’Ermengarde des ducs de Romagne, il fortifia et munit la ville de 32 tours ; était déjà gouverneur de Ferrare, pour la fameuse comtesse Mathilde, depuis 1092 et régna de 1118 à 1149. Marié avec Alexia ou Adélaïde, ils eurent trois fils Arriverio, Pietro Tirelli d’Ermengarde et Salinguerra II.

- Arriverio Torelli : jeune fils de Salinguerra, promis en mariage à la jeune Marchesella et contrarié par l’enlèvement de celle-ci par les comtes d’Este.

- Pietro Tirelli d’Ermengarde, frère aîné de Salinguerra II, régna de 1150 à 1195

- Salinguerra II : (1160-1244), fils de Salinguerra I, lui succéda dans la seigneurie de Ferrare, en 1150, et fit le traité de cette ville avec l’empereur Henri VI du Saint-Empire.

Il était chef du parti Gibelin et chasse les guelfes de Ferrare : l’empereur Othon IV tente de le réconcilier avec Azzo V d'Este; l’investit de 24 grands fiefs provenant de la comtesse Mathilde et se voit confier la très jeune Marchesella (7 ans), nièce et seule héritière de Guillaume des Adelardi, chef du parti Guelfe et qui imagina, pour réunir les deux factions, de la fiancer à Arriverio Torelli, fils aîné de Salinguerra I ; mais le rapt de cette jeune princesse fut la cause des haines qui éclatèrent entre les Torelli et les marquis d’Este, et qui firent verser tant de sang pendant un siècle dans les provinces de Ferrare, Padoue et Trévise.
Salinguerra II est excommunié avec l’empereur en 1211, assiégé dans Ferrare en 1240, pris par trahison il mourut en 1244 dans une prison vénitienne.
- Giacomo, fils de Salinguerra II, investi en 1245 par l’empereur des mêmes fiefs que son père. Il est rappelé par les gens de Ferrare mais ne put en profiter par incapacité, et se retira à la cour d’Ezzelino II, son beau-père, qui se chargea de le venger.

- Salinguerra III : fils de Giacomo, marié à Jeanne, fille du Albert Pallavicini, fut un homme d’esprit et de courage. En 1301, chef de la ligue des villes de Bologne, Forli et Imola, il fit plusieurs campagnes honorables, dont le siège de Faenza en 1301. Rappelé par Ferrare, il fut proclamé cinquième seigneur de la cité, en 1308 : mais Salinguerra III fut expulsé définitivement de Ferrare en 1310 par les marquis d’Este, qui depuis ce temps s’y maintiennent. Les Torelli avaient possédé Ferrare cent vingt ans avant les marquis d’Este, ceux-ci la leur avaient disputée pendant soixante-dix ans, et il l’ont conservée trois siècles.

C’est de Salinguerra III que descendent les premiers comtes de Guastalla.

### Les comtes de Montechiarugolo

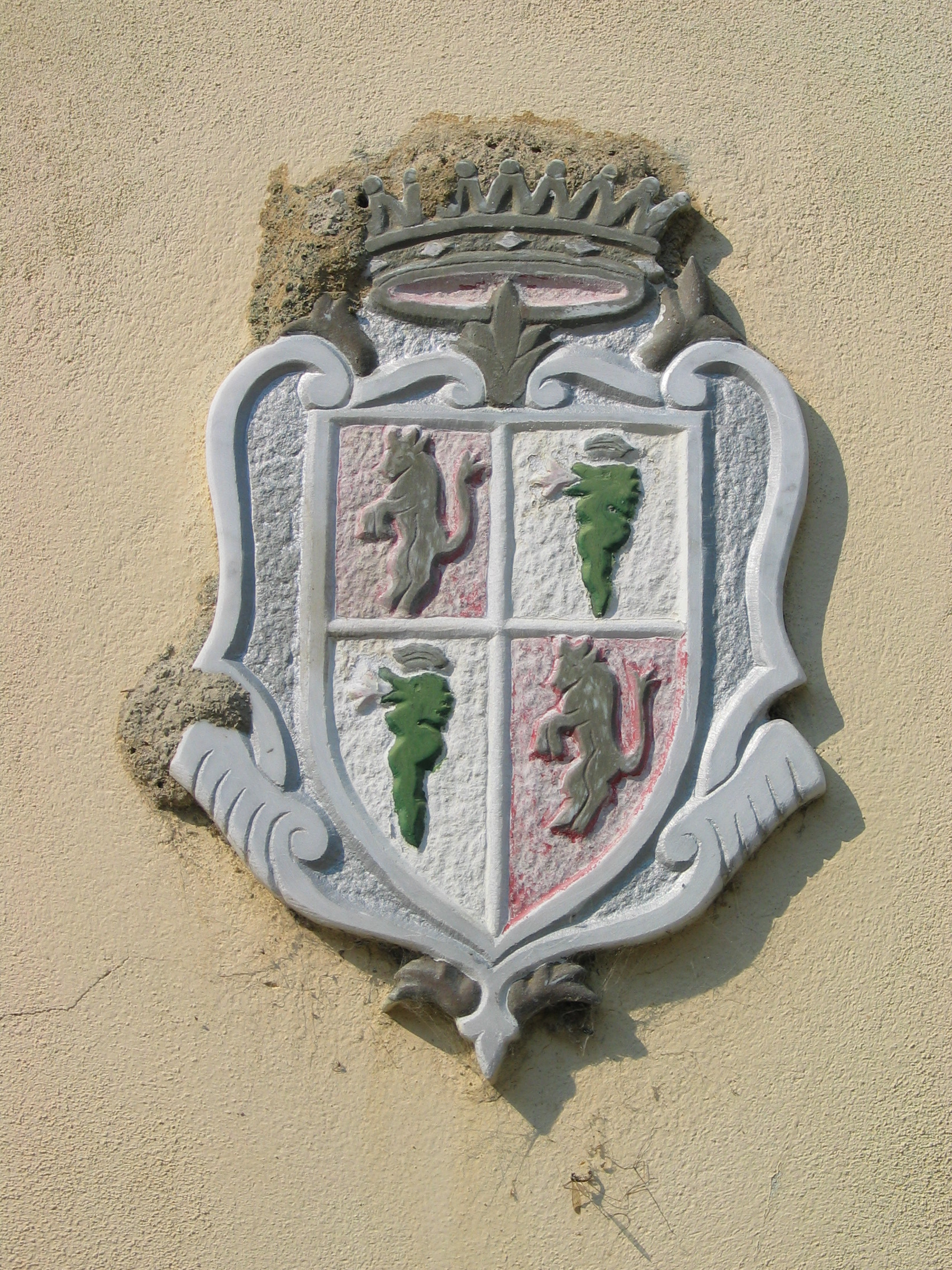
Blason de Montechiarugolo avec les emblèmes des Visconti et des Torelli

### Les comtes de Montechiarugolo[2]
- Guido Torelli 1380? - 1449
- Cristoforo Torelli 1409? - 1460
- Marsilio Torelli 1440? - 1489
- Cristoforo II Torelli 1472 - 1538
- Francesco Torelli 1473? - 1518
- Paolo Torelli 1509 - 1545
- Pomponio Torelli 1545 - 1608
- Pio Torelli 1578 - 1612

### Les comtes de Guastalla
- Guido Torelli 1380-1449 (comte à partir de 1428)
- Cristoforo Torelli ?-1490
- Guido Galeotto Torelli 1460-1479, avec Francesco Maria Torelli
- Pietro Guido II Torelli 1486-1494
- Achille Torelli 1494-1522
- Ludovica Torelli 1522-1539